# Александар Живковић
Александар Живковић (16. април 1960, Београд) је пензионисани генерал-потпуковник Војске Србије. Бивши командант Копнене војске и бивши је државни секретар у Министарству одбране Републике Србије.

## Образовање
- Војна академија КоВ, 1983. године
- Командноштабна академија, 1997. године
- Школа националне одбране, 2004. године

## Досадашње дужности
- командант Копнене војске
- директор Инспектората одбране Министарства одбране
- командант Копнене војске
- командант Команде за обуку

- заменик команданта Копнене војске
- заменик команданта Команде оперативних снага
- командант 72. специјалне бригаде
- начелник штаба 72. специјалне бригаде
- командант гардијског батаљона
- командант противтерористичког батаљона војне полиције
- заменик команданта батаљона војне полиције
- командир извиђачке чете
- командир пешадијске чете
- командир вода за подршку

## Приватно
Ожењен је отац двоје деце.